# Afrojack
Nick Leonardus van de Wall, més conegut pel pseudònim musical Afrojack (Spijkenisse, 9 de setembre de 1987), és un discjòquei i productor discogràfic neerlandès. El 2007 va fundar el segell discogràfic Wall Recordings; el seu àlbum debut Forget the Worldes va publicar el 2014. Afrojack apareix regularment com un dels deu millors artistes dels Top 100 DJs publicats per DJ Mag. També és CEO de LDH Europe.

## Joventut
Van de Wall va néixer i es va criar a Spijkenisse, Holanda del Sud, d'una mare holandesa i un pare surinamés. Va desenvolupar un interès per la música a una edat primerenca i va aprendre a tocar el piano als cinc anys. De família monoparental, la seva mare Debbie era propietària d'un gimnàs local. Després de deixar l'escola, Van de Wall va estudiar disseny gràfic al "Grafisch Lyceum Rotterdam" de Rotterdam durant un any abans d'emprendre una carrera com a DJ/productor. Als 11 anys, va començar a produir les seves pròpies cançons des de casa durant "cinc hores al dia", i va trigar set anys a produir el seu primer llançament, In Your Face.

## Carrera musical

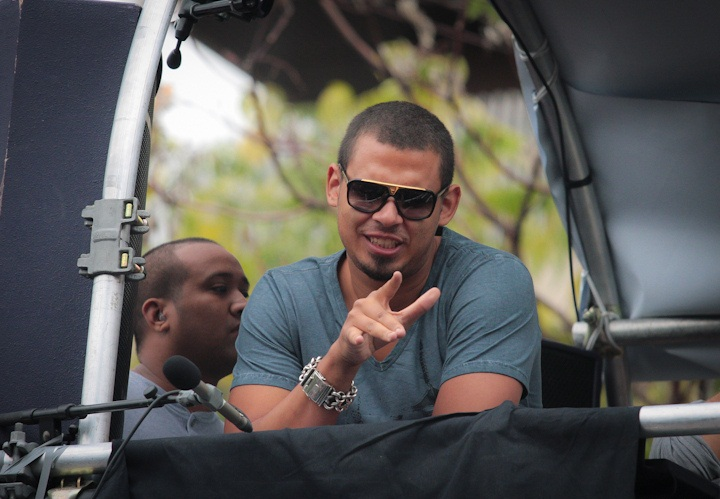
Afrojack

A l'edat de 14 anys, Van de Wall va començar a fer DJ en pubs i clubs locals i a obtenir ingressos addicionals dissenyant llocs web per a companys músics. El 2007 va publicar "In Your Face", el primer enregistrament sota el nom d'Afrojack. Va rebre èxit internacional amb la cançó Take Over Control amb Eva Simons, que va arribar a 10 països. Va participar en l'episodi 2 de 'Behind The Speedo', que és una sèrie de comèdia de Redfoo.
A l'entrada de 2010 a l'enquesta al número 19 va ser la nova entrada més alta de la llista d'aquell any. Afrojack va figurar com a número 7 al DJ Mag Top 100 DJs de 2011. Va ocupar el número 9 dels 100 millors DJs de DJ Mag del 2012. El 2013, va tornar a ocupar el número 9.
El juliol de 2010, Afrojack va crear un Essential Mix per a BBC Radio 1. Va llançar l'EP Lost & Found el 22 de desembre de 2010. El 2011, va aparèixer al single d'èxit número 1 de Pitbull Give Me Everything juntament amb Ne-Yo i Nayer. També va contribuir al senzill Run the World (Girls) de Beyoncé. El gener de 2012, Afrojack va rebre el premi "European Border Breakers". El senzill més recent d'Afrojack, The Spark, amb Spree Wilson, ha arribat fins ara al número 3 a Austràlia i Nova Zelanda, i al top 10 en més de 7 països més. El 2013, Afrojack va ser el setè DJ amb més guanys del món, segons la revista Forbes.
El 2011, Afrojack va coproduir música amb molts artistes com David Guetta, Mike Brown i Madonna. El 2012, va ser cap de cartell en diversos festivals de música electrònica de ball, com Tomorrowland, Ultra Music Festival i Coachella.
El seu àlbum debut, Forget the World, va ser llançat el 19 de maig de 2014 amb crítiques diverses.
El 17 de març de 2015, Afrojack va aparèixer al senzill "Hey Mama" de David Guetta en el qual va coproduir amb Guetta. La cançó el presentava juntament amb Nicki Minaj i Bebe Rexha. El 27 de juliol de 2017, va llançar l'EP NLW sota l'àlies NLW."Steve Aoki 'I'll Sleep When I'm Dead' Documentary Hits Netflix | The Nocturnal Times". thenocturnaltimes.com. 24 August 2016. Retrieved 27 July 2017. Això va marcar el llançament del seu nou àlies NLW sota el qual continuaria produint cançons d'estil més underground.
El 2016, una de les seves cançons, Braver, va aparèixer al joc Final Fantasy XV. Va aparèixer a la pel·lícula documental de 2016 sobre el DJ i productor nord-americà Steve Aoki, titulada I'll Sleep When I'm Dead, que posteriorment va ser nominat per a un premi Grammy.
El 28 d'abril de 2017, va llançar un nou senzill Another Life col·laborant amb el seu company DJ David Guetta amb Ester Dean. El 7 de setembre de 2017, va llançar el senzill No Tomorrow amb Belly, O.T. Genasis i Ricky Breaker.
El 14 de febrer de 2018, va llançar el seu tema Bed of Roses amb Stanaj, que es va tocar com a identificador durant el seu conjunt a l'Ultra Music Festival 2017 a Miami. El juliol de 2018, a Tomorrowland a Boom, Bèlgica, va estrenar molts dels seus temes nous com Bassride, Step Back, que s'inclouen al seu EP Press Play, publicat el 31 d'agost de 2018.
El març de 2020, Afrojack va anunciar que actuaria al Festival de la Cançó d'Eurovisió 2020, a Rotterdam al costat de Glennis Grace, però, el concurs es va cancel·lar a causa de la pandèmia de la COVID-19. Va actuar al certamen l'any següent, a la mateixa ciutat.
El març de 2022, Afrojack va llançar una nova cançó juntament amb David Gueta anomenada Trampoline. La cançó també inclou Missy Elliott, Bia i Doechii.
El setembre de 2022, Afrojack va anunciar la gira nord-americana "Jack to the Future". El recorregut inclou quinze ciutats.

## Panel d'enregistraments
Des de 2007, Afrojack dirigeix el seu propi segell, Wall Recordings, que representa productors com KIIDA, Apster, D-Wayne, D.O.D, Karim Mika i altres.
El segell solia funcionar com a subsegell de Spinnin' Records fins a finals de gener de 2016. Tom & Jame's Burn Down va marcar l'últim llançament de Wall Recordings com a subsegell. Després d'independitzar-se durant un temps, es va convertir en un subsegell d'Armada Music el 2017, fins que es va tornar a independitzar el 2019.

## Vida personal

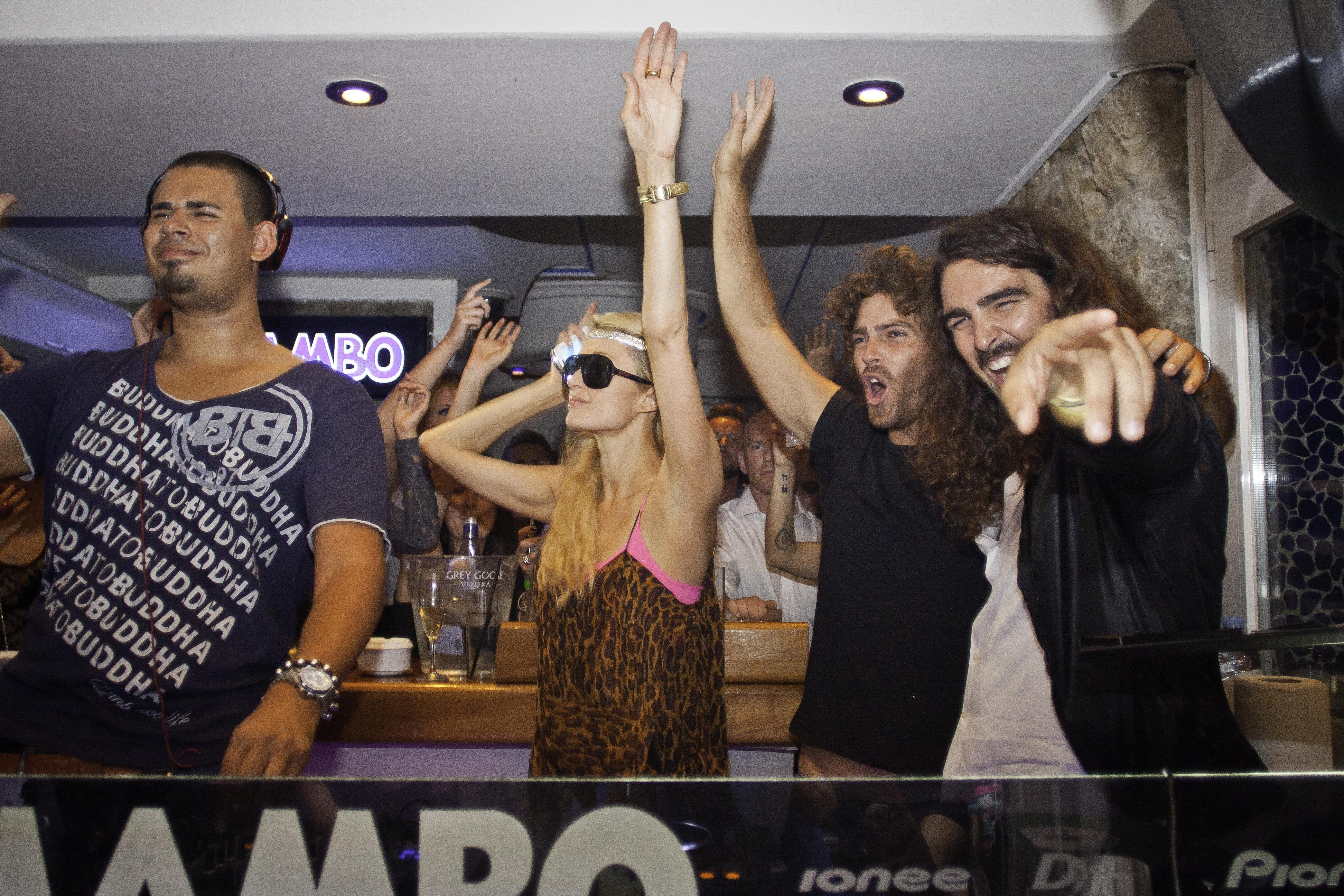
Afrojack en el Cafe Mambo Ibiza del Paris Hilton

Afrojack i Paris Hilton van sortir sis mesos mentre ell estava produint el seu segon àlbum.
El 2019, Afrojack i la cantant italiana Elettra Lamborghini van fer públic el seu compromís. Els dos es van casar el 26 de setembre de 2020 al llac de Como, Itàlia.

## Discografia

### com Nick Van de Wall
- 2006 - F*ck Detroit
- 2006 - In Your Face

#### com Afrojack
- 2006 - Waho
- 2007 - Invisible
- 2007 - Don't Be
- 2007 - Mousetrap
- 2007 - Proper Introduction
- 2008 - Proper Introduction 2
- 2008 - B-Sided
- 2008 - Thief
- 2008 - Three Stars
- 2008 - Mango
- 2008 - Pine
- 2008 - Colour (feat. Red Frame)
- 2008 - Claudia
- 2008 - Hard Love
- 2008 - Space
- 2008 - Cheese
- 2008 - Esther
- 2008 - Sabella
- 2008 - Dinges (feat. Benny Rodrigues)
- 2008 - Something (feat. Benny Rodrigues)
- 2008 - Math
- 2008 - Do My Dance
- 2009 - Maybe
- 2009 - Polkadots
- 2009 - Comeback
- 2009 - Music Is Magic
- 2009 - Radioman
- 2009 - Avoid (feat. Bobby Burns)
- 2009 - Romenia (feat. Bobby Burns)
- 2009 - Toyfriend (feat. David Guetta)
- 2010 - Ghettoblaster (feat. Bobby Burns)
- 2010 - Drop Down (Do My Dance) (feat. The Partysquad)
- 2010 - Pacha On Acid
- 2010 - Bangduck
- 2010 - A Msterdamn (feat. The Partysquad)
- 2010 - Real High (feat. Bobby Burns)
- 2010 - Quacky (feat. Sidney Samson)
- 2010 - Louder Than Words (feat. David Guetta)
- 2010 - Bungee (feat. Bobby Burns)
- 2010 - Take Over Control (feat. Eva Simons)
- 2010 - How I Like It (feat. Major Lazer)
- 2010 - Pon di Floor (feat. Major Lazer)
- 2010 - Forever (feat. Sidney Samson)
- 2010 - Amanda
- 2010 - The Time (Dirty Bit) (feat. Black Eyed Peas)
- 2011 - No Beef (feat. Steve Aoki & Miss Palmer)
- 2011 - We're All No One (feat. Steve Aoki & Nervo)

### Remescles
- Dirtcaps - Needle Trip (2006)
- Greg Cerrone - Invicible (2007)
- Roman Salzger - Generation Noise (2008)
- Daniel Beasley - Sensei (2008)
- Veron - Brasileira (2008)
- R3hab - Mrkrstft (2008)
- Sassah - Wayolin (2008)
- Quinten De Rozario - Touch Me In The Morning (2008)
- Carlos Silva - Cre Sabe 2008 (2008)
- Steve Angello - Gypsy (2008)
- Gregor Salto - Bouncing Harbour (2008)
- Robin S - Show Me Love (2009)
- David Guetta - Sexy Bitch (2009)
- Josh The Funky 1 - Rock To The Beat (2009)
- The Md X-Spress - Deep Down (The Underground) (2009)
- Housequake - Shed My Skin (2009)
- FM Audio - Killer (2009)
- Tom Geiss - Get Up (2009)
- Redroche - Give U More (2009)
- Spencer & Hill - Cool (2009)
- Benny Benassi - Satisfaction (2010)
- Hitmeister D - Looking Out For Love (2010)
- Dim Chris - Love Can't Get You Wrong (2010)
- Honorebel ft. Pitbull - Now You See It (2010)
- Chuckie - Moombah (2010)
- Tocadisco - Better Run (2010)
- Larry Tee - Let's Make Nasty (2010)
- Sidney Samson - Riverside (2010)
- Tiger Stripes - Survivor (2010)
- Lady Gaga - Alejandro (2010)
- Jason Derulo - Watcha Say (2010)
- Duck Sauce - Barbra Streisand (2010)
- Example - Kickstarts (2010)
- David Guetta feat. Rihanna - Who's That Chick? (2010)